# Цялото кралско войнство (филм, 1949)
„Цялото кралско войнство“ (на английски: All the King's Men) е американски драматичен игрален филм, излязъл по екраните през 1949 година, режисиран от Робърт Росън с участието на Бродерик Крофорд, Джон Айрлънд, Джоан Дрю и Мерседес Маккембридж в главните роли. Сценарият, написан също от Росън, е адаптация по едноименната новела на Робърт Пен Уорън.

## Сюжет
Произведението разказва историята за адвоката Уили Старк (Крауфорд) и неговото политическо издигане. Започвайки от позиция в селска община, той стига до губернаторската резиденция, постепенно заменяйки идеализъм с корумпираност.

## В ролите
| Актьор               | Роля                |
| -------------------- | ------------------- |
| Бродерик Крофорд     | Уили Старк          |
| Джон Айрлънд         | Джак Бърдън         |
| Джоан Дрю            | Ан Стантън          |
| Мерседес Маккембридж | Сади Бюрк           |
| Джон Дерек           | Том Старк           |
| Шепърд Струдуик      | Адам Стантън        |
| Ралф Дюмк            | дребният Дъфи       |
| Ан Сеймур            | госпожа Луси Старк  |
| Катрин Уорън         | госпожа Бърдън      |
| Реймънд Грийнлийф    | съдия Монти Стантън |
| Уолтър Бюрк          | Шугър Бой           |
| Уил Райт             | Долф Пилсбъри       |
| Грандън Родс         | Флойд Макъвой       |

## Награди и номинации
„Цялото кралско войнство“ е сред основните заглавия на 22-рата церемония по връчване на наградите „Оскар“, където е номиниран за отличието в 7 категории. Филмът печели приза за най-добър филм и най-добра главна мъжка роля за Бродерик Крауфорд. С „Оскар“ е удостоена и актрисата Мерседес Маккеймбридж в категорията най-добра поддържаща женска роля. Произведението отнася и множество награди „Златен глобус“ отново в основните категории.
През 2001 година, филмът е избран като културно наследство за опазване в Националния филмов регистър към Библиотеката на Конгреса на САЩ. 

## Любопитно
Любопитен факт е, че първоначално режисьорът Росън предлага главната роля на голямата звезда от онези години Джон Уейн, който обаче не харесва сценария и отказва. На церемонията за „Оскари“-те, Уейн е номиниран също в категорията за най-добра главна роля но губи надпреварата точно за сметка на Бродерик Крауфорд, който изпълнява ролята предложена от Росън.